# Ataque aéreo en Uman de 2023
El ataque aéreo en Uman ocurrió la noche del 28 de abril de 2023, alrededor de las 4 a. m., Rusia lanzó más de 20 ataques con misiles de largo alcance Kh-101/X-101 contra edificios residenciales en Uman, dentro del óblast de Cherkasy, durante la invasión de Ucrania. 23 civiles murieron, incluidos tres niños, mientras que nueve resultaron heridos. Uman estaba ubicado a 200 millas de cualquier línea del frente en la guerra ruso-ucraniana. En un edificio, 27 de los 46 apartamentos fueron destruidos por la explosión.

## Desarrollo

### Justificación rusa
Rusia dijo que estaba "apuntando a las unidades de reserva y usó armas de alta precisión" en Uman, pero no se registraron bajas militares entre los muertos. El ataque aéreo fue seguido rápidamente por una publicación en Telegram del Ministerio de Defensa ruso de una imagen del lanzamiento de un misil con la leyenda "justo en el objetivo".

### Impacto en la comunidad judía e internacional
Dado que Uman es la ubicación de la tumba del rabino Najman de Breslev, un lugar de peregrinación popular para los judíos jasídicos, Israel condenó este ataque ruso. El ministro de Relaciones Exteriores de Ucrania, Dmitró Kuleba, dijo que el bombardeo muestra que el Kremlin no quiere un acuerdo de paz. El presidente checo, Petr Pavel, que en ese momento se encontraba de visita oficial en Kiev, concluyó que el bombardeo muestra que Rusia está atacando intencionalmente a civiles en Ucrania.
Matthew Hollingworth, de la Oficina de Naciones Unidas para la Coordinación de Asuntos Humanitarios, condenó el ataque que mató a civiles que dormían en sus casas, en una ciudad lejos de la línea del frente.

## Galería

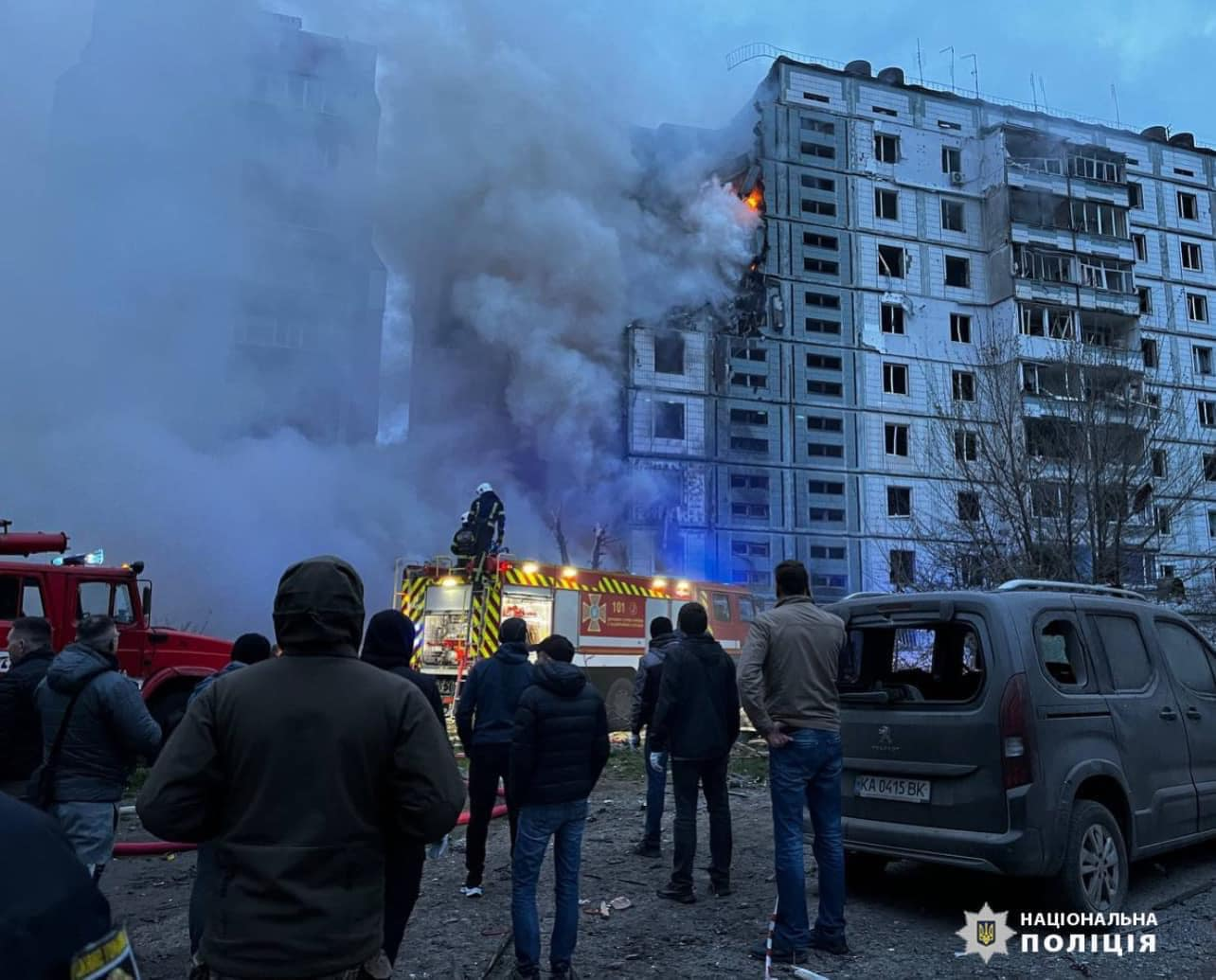
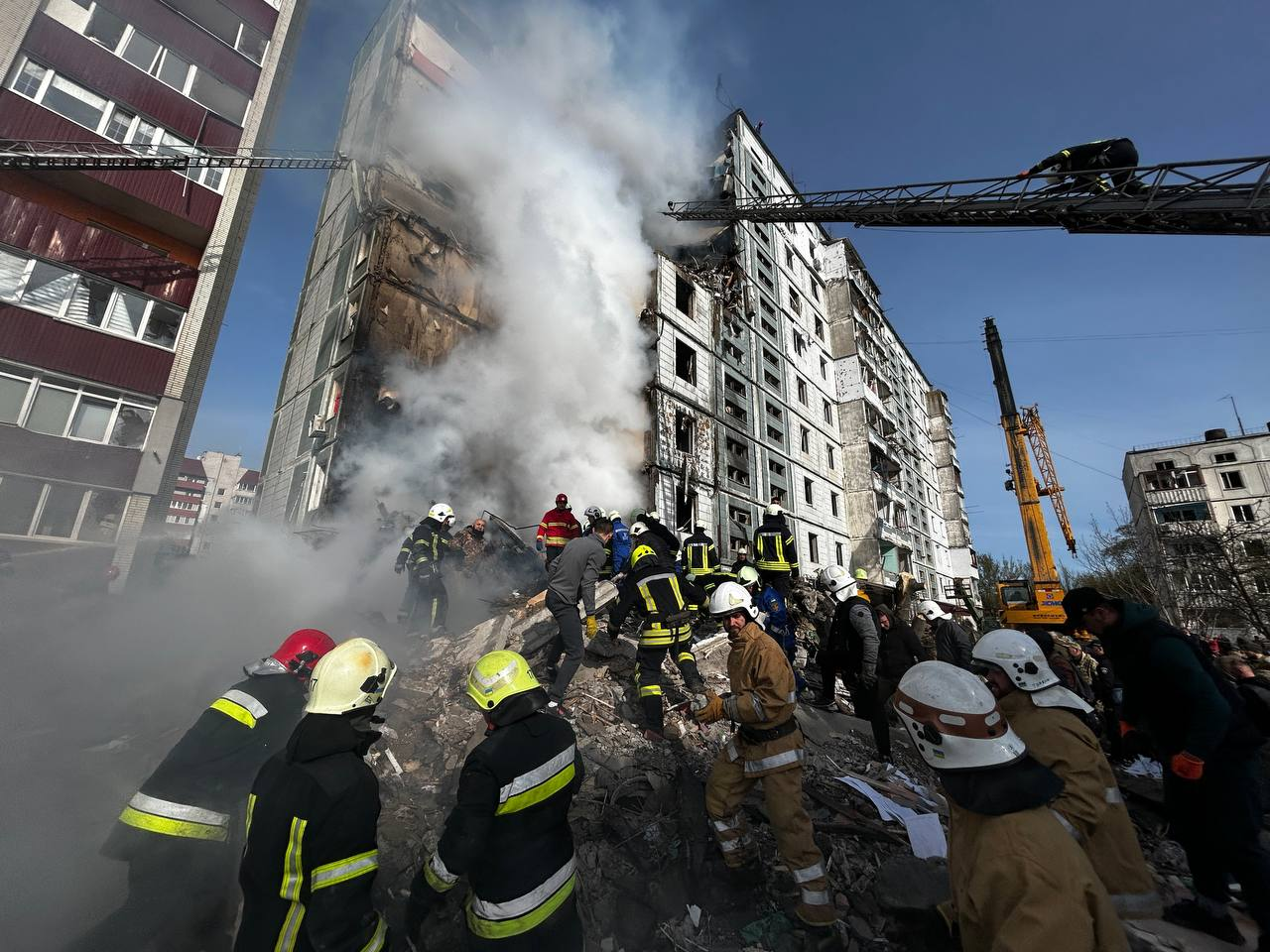
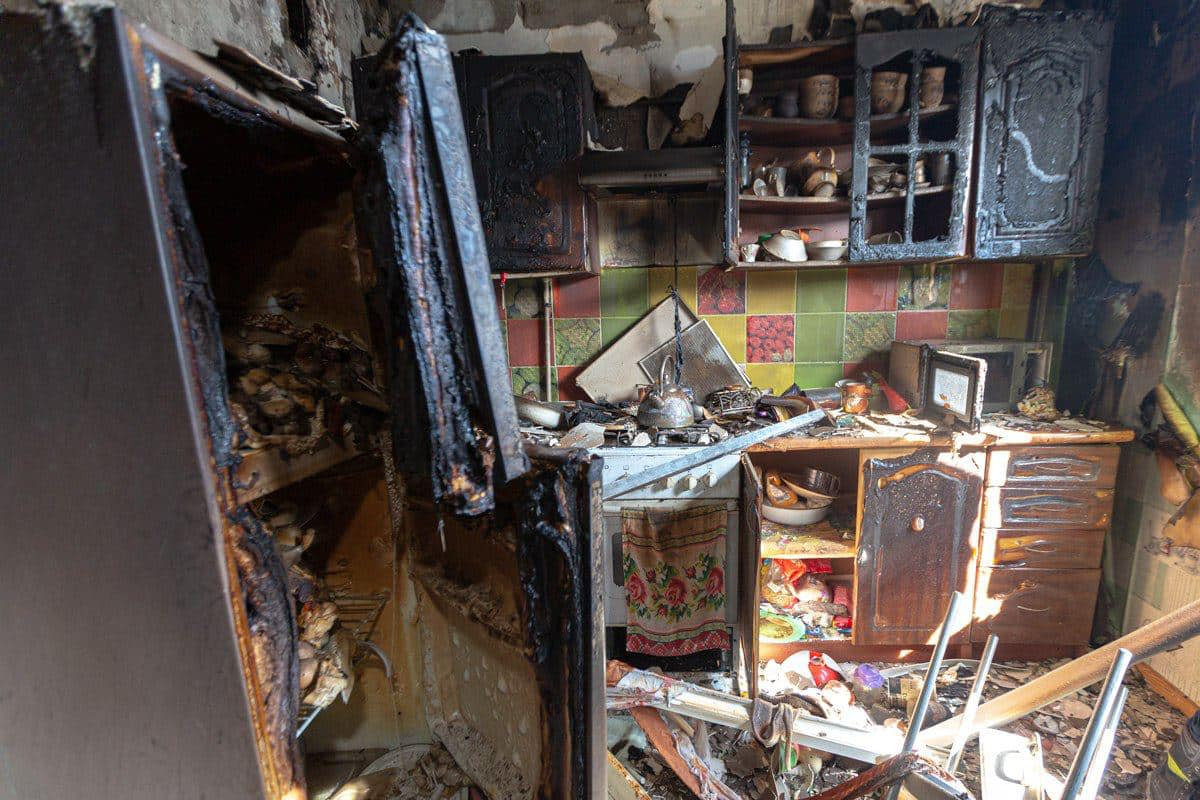